# Campeonato Mundial de Atletismo em Pista Coberta de 2024 - 1500 m masculino
A prova dos 1500 metros masculino do Campeonato Mundial de Atletismo em Pista Coberta de 2024 ocorreu nos dias 1 e 3 de março na Arena Commonwealth, em Glasgow, no Reino Unido.

## Recordes
Antes desta competição, os recordes mundiais e do campeonato nesta prova eram os seguintes:
|                       | Nome               | Nacionalidade | Tempo     | Local    | Data                    |
| --------------------- | ------------------ | ------------- | --------- | -------- | ----------------------- |
| Recorde mundial       | Jakob Ingebrigtsen | Noruega       | 3m 30s 60 | Liévin   | 17 de fevereiro de 2022 |
| Recorde do campeonato | Samuel Tefera      | Etiópia       | 3m 32s 77 | Belgrado | 20 de março de 2022     |

## Medalhistas
| Ouro                  | Prata             | Bronze              |
| Geordie Beamish (NZL) | Cole Hocker (USA) | Hobbs Kessler (USA) |

## Cronograma
Todos os horários são locais (UTC+0).
| Data       | Hora  | Evento  |
| ---------- | ----- | ------- |
| 1 de março | 20:10 | Bateria |
| 3 de março | 21:30 | Final   |

## Resultados

### Bateria
Qualificação: 3 atletas de cada bateria (Q).
| Posição | Bateria | Atleta                      | Nacionalidade  | Tempo   | Notas                |
| ------- | ------- | --------------------------- | -------------- | ------- | -------------------- |
| 1       | 4       | Vincent Kibet Keter         | Quênia         | 3:38.96 | Q                    |
| 2       | 4       | Hobbs Kessler               | Estados Unidos | 3:39.07 | Q                    |
| 3       | 4       | Geordie Beamish             | Nova Zelândia  | 3:39.17 | Q,                   |
| 4       | 1       | Cole Hocker                 | Estados Unidos | 3:39.32 | Q                    |
| 5       | 1       | Samuel Pihlström            | Suécia         | 3:39.63 | Q                    |
| 6       | 1       | Samuel Tefera               | Etiópia        | 3:39.66 | Q                    |
| 7       | 1       | Kristian Uldbjerg Hansen    | Dinamarca      | 3:39.81 |                      |
| 8       | 4       | Elzan Bibić                 | Sérvia         | 3:39.98 | Recorde da temporada |
| 9       | 4       | Charles Philibert-Thiboutot | Canadá         | 3:40.18 |                      |
| 10      | 2       | Narve Gilje Nordås          | Noruega        | 3:42.09 | Q                    |
| 11      | 1       | Yervand Mkrtchyan           | Armênia        | 3:42.45 |                      |
| 12      | 2       | Adel Mechaal                | Espanha        | 3:42.85 | Q                    |
| 13      | 2       | Ryan Mphahlele              | África do Sul  | 3:42.97 | Q                    |
| 14      | 2       | Filip Sasínek               | Chéquia        | 3:43.82 |                      |
| 15      | 2       | Hicham Akankam              | Marrocos       | 3:44.30 |                      |
| 16      | 3       | Isaac Nader                 | Portugal       | 3:45.50 | Q                    |
| 17      | 3       | Kieran Lumb                 | Canadá         | 3:45.66 | Q                    |
| 18      | 3       | Mario García                | Espanha        | 3:46.48 | Q                    |
| 19      | 3       | Tshepo Tshite               | África do Sul  | 3:46.70 |                      |
| 20      | 2       | Nursultan Keneshbekov       | Quirguistão    | 3:47.86 |                      |
| 21      | 1       | Adam Fogg                   | Grã-Bretanha   | 3:48.47 | qR                   |
| 22      | 2       | Fayez Abdullah Al-Subaie    | Arábia Saudita | 3:48.73 | Recorde nacional     |
| 23      | 3       | Rob Napolitano              | Porto Rico     | 3:48.92 |                      |
| 24      | 4       | Thomas Vanoppen             | Bélgica        | 3:50.70 |                      |
| 25      | 1       | Andrew Boniphace Rhobi      | Tanzânia       | 3:51.44 | Recorde pessoal      |
| 26      | 3       | Biniam Mehary               | Etiópia        | 3:55.81 | qR                   |
| 27      | 1       | Alex Macuácua               | Moçambique     | 3:57.13 | Recorde da temporada |
| 28      | 3       | Eduardo Herrera             | México         | 4:02.94 | Recorde da temporada |
| 99      | 4       | Callum Elson                | Grã-Bretanha   | DNF     |                      |

### Final
A final ocorreu dia 3 de março às 21:30.
| Posição           | Atleta              | Nacionalidade  | Tempo   | Notas           |
| ----------------- | ------------------- | -------------- | ------- | --------------- |
| Medalha de ouro   | Geordie Beamish     | Nova Zelândia  | 3:36.54 | Recorde pessoal |
| Medalha de prata  | Cole Hocker         | Estados Unidos | 3:36.69 | Recorde pessoal |
| Medalha de bronze | Hobbs Kessler       | Estados Unidos | 3:36.72 |                 |
| 4                 | Isaac Nader         | Portugal       | 3:36.97 |                 |
| 5                 | Narve Gilje Nordås  | Noruega        | 3:37.03 | Recorde pessoal |
| 6                 | Adel Mechaal        | Espanha        | 3:37.76 |                 |
| 7                 | Samuel Tefera       | Etiópia        | 3:38.10 |                 |
| 8                 | Samuel Pihlström    | Suécia         | 3:38.35 |                 |
| 9                 | Biniam Mehary       | Etiópia        | 3:40.00 |                 |
| 10                | Vincent Kibet Keter | Quênia         | 3:40.04 |                 |
| 11                | Mario García        | Espanha        | 3:40.48 |                 |
| 12                | Ryan Mphahlele      | África do Sul  | 3:41.08 |                 |
| 13                | Kieran Lumb         | Canadá         | 3:41.37 |                 |
| 14                | Adam Fogg           | Grã-Bretanha   | 3:43.81 |                 |

Legenda
| Recorde mundial       | Recorde mundial (World record)               |                       | Recorde africano                      | Recorde africano (African) |                                           | Q | Classificado por posição (Qualified) |
| Recorde do campeonato | Recorde do campeonato (Championship record)  | Recorde da América    | Recorde da América (Americas)         | q                          | Classificado por melhor tempo (Qualified) |   |                                      |
| Melhor marca do ano   | Melhor marca do ano (World leading)          | Recorde asiático      | Recorde asiático (Asian)              | DNS                        | Não largou (Did not start)                |   |                                      |
| Recorde nacional      | Recorde nacional (National record)           | Recorde europeu       | Recorde europeu (European)            | DNF                        | Não terminou (Did not finish)             |   |                                      |
| Recorde pessoal       | Recorde pessoal do atleta (Personal best)    | Recorde da Oceania    | Recorde da Oceania (Oceania)          | DSQ / DQ                   | Desclassificado (Disqualified)            |   |                                      |
| Recorde da temporada  | Recorde da temporada do atleta (Season best) | Recorde sul-americano | Recorde sul-americano (South America) | NM                         | Sem marca (No mark)                       |   |                                      |